# 森田志穂
森田 志穂（もりた しほ、1989年 - ）は、日本の映像作家、アニメーター。栃木県生まれ。
主に、NHKの音楽番組「みんなのうた」などのアニメーションを制作している。

## 作品一覧

### みんなのうた
- ◆は、5分間1曲枠の楽曲（ロングのうた）。
- 赤い風船 / 百田夏菜子（2022年10月・11月放送）